# Haus Burgund (Portugal)

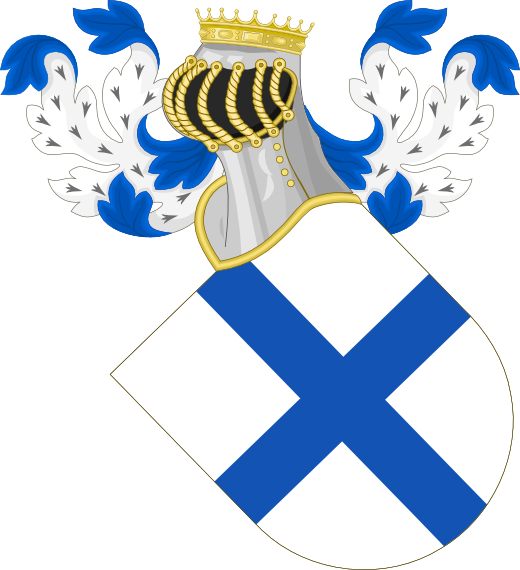
Wappen Heinrichs von Burgund

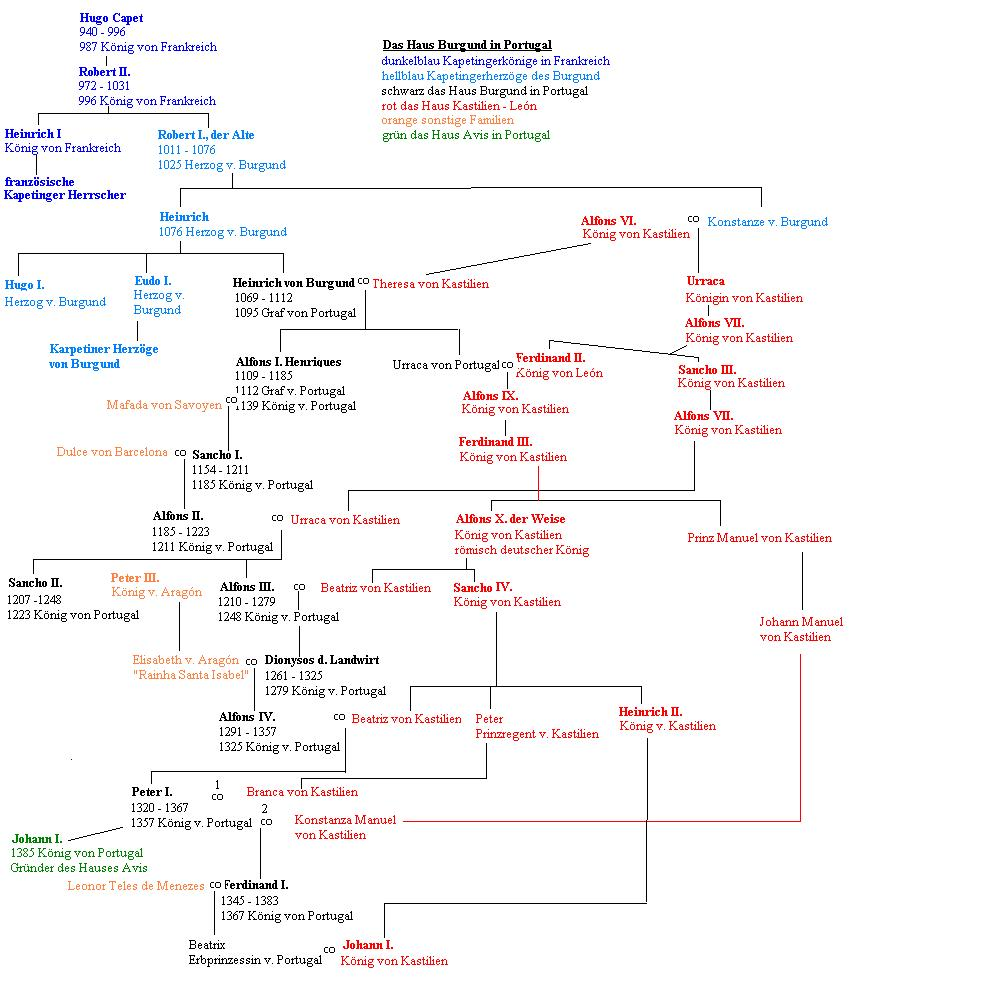
Stammtafel der Burgunder-Könige in Portugal

Das Haus Burgund war das erste portugiesische Königshaus und herrschte von 1093 bis 1383 über das Land.
Da die meisten Könige aus dem Haus Burgund den Namen Alfonso (portugiesisch Afonso) trugen, wird es auch als Haus Afonsin bezeichnet. Die Burgunder-Könige Portugals stammen von der älteren Linie der Herzöge von Burgund ab, die wiederum einer jüngeren Linie des französischen Königshauses der Kapetinger entsprungen sind. Erster Herrscher aus dem Haus Burgund war Heinrich von Burgund, der 1093 durch Heirat die Grafschaft Portugal erhielt. Sein Sohn Alfons I. nahm 1139 den Titel eines Königs von Portugal an. Höhepunkt der Macht der Burgunderkönige in Portugal war die Regierung von Dionysius von 1279 bis 1325. Da Ferdinand I. keinen männlichen Erben hinterließ, starb das Haus Burgund mit seinem Tod 1383 im Mannesstamm aus. Es wurde in Portugal von dem Haus Avis abgelöst, das in nichtehelicher Linie von den Burgunder-Königen abstammt (der erste König Johann war ein illegitimer Halbbruder Ferdinands I.) und von 1383 bis 1580 herrschte. Nach dem Ende der darauf folgenden Personalunion mit Spanien gelangte 1640 das Haus Braganza an die Macht, welches sich in nichtehelicher Linie auf das Haus Avis – und damit ebenfalls das Haus Burgund – zurückführte.